# Mikrooposik argentyński
Mikrooposik argentyński (Chacodelphys formosa) – gatunek ssaka z podrodziny dydelfów (Didelphinae) w obrębie rodziny dydelfowatych (Didelphidae). Ssak ten zamieszkuje Argentynę, według IUCN jest bliski zagrożenia wyginięciem.

## Taksonomia
Gatunek po raz pierwszy zgodnie z zasadami nazewnictwa binominalnego opisał w 1930 roku amerykański teriolog Henry Harold Shamel, nadając mu nazwę Marmosa muscula. Jako że epitet gatunkowy muscula użyty został już dla przedstawiciela rodzaju Marmosa (Didelphis muscula Cabanis, 1848), Shamel zaproponował nową nazwę Marmosa formosa. Miejsce typowe to Estancia Linda Vista (25°13′S 59°47′W/-25,220000 -59,780000), na wysokości 100 m n.p.m., Riacho Pilago, 10 mi (16 km) na północny zachód od Kilometro 182, Formosa, Argentyna. Holotyp to skóra i czaszka młodego dorosłego samca o sygnaturze USNM 236330 z kolekcji Narodowego Muzeum Historii Naturalnej; odłowiony 9 sierpnia 1920 roku przez amerykańskiego ornitologa Alexandra Wetmore’a. Jedyny przedstawiciel rodzaju mikrooposik (Chacodelphys), który zdefiniował w 2004 roku zespół amerykańskich zoologów (Robert S. Voss, Alfred L. Gardner i Sharon A. Jansa) na łamach American Museum novitates.
Chacodelphys formosa wcześniej był zaliczany do rodzaju Gracilinanus. Ograniczone dane genetyczne wskazują, że Chacodelphys jest taksonem siostrzanym w stosunku do Cryptonanus w monofiletycznym kladzie „thylamyinów”, który obejmuje Gracilinanus, Lestodelphys i Thylamys, ale nie Marmosops.

### Etymologia
- Chacodelphys: prowincja Chaco, Argentyna; gr. δελφυς delphus ‘łono, macica’ (tradycyjny grecki przyrostek dla torbaczy Nowego Świata)[2].
- formosa: prowincja Formosa, Argentyna[1].
- muscula: łac. musculus ‘myszka’, od mus, muris ‘mysz’; przyrostek zdrabniający -ulus[13]; w aluzji do małych rozmiarów i mysiego koloru futra[4].

## Zasięg występowania
Mikrooposik argentyński występuje endemicznie w północnej i północno-wschodniej Argentynie, jest znany tylko z kilku okazów występujących w dwóch rozbieżnych populacjach; jedna w prowincjach Chaco i Formosa, a druga w Misiones.

## Morfologia
Długość ciała 6,8 mm, długość ogona 5,5 mm; masa ciała około 10 g (rozmiary oszacowane na podstawie holotypu).

## Status zagrożenia
W Czerwonej księdze gatunków zagrożonych Międzynarodowej Unii Ochrony Przyrody i Jej Zasobów został zaliczony do kategorii NT (ang. near threatened „bliski zagrożenia”).